# Xue Zhiwen
Xue Zhiwen (chinesisch 薛智文; * 1. August 2003) ist ein chinesischer Eisschnellläufer.

## Werdegang
Xue trat international erstmals bei den Olympischen Jugend-Winterspielen 2020 in St. Moritz in Erscheinung, wobei er jeweils den 29. Platz im Massenstart und über 1500 m errang. Zudem gewann er dort über 500 m die Bronzemedaille. Zu Beginn der Saison 2024/25 nahm er in Peking erstmals am Weltcup teil und kam dort auf die Plätze 13 und acht in der B-Gruppe über 500 m. Im weiteren Saisonverlauf erreichte er in Tomaszów Mazowiecki mit dem dritten Platz im Teamsprint seine erste Podestplatzierung im Weltcup und belegte bei den Winter-Asienspielen 2025 in Harbin den 12. Platz über 500 m sowie den sechsten Rang über 100 m. Beim Saisonhöhepunkt, den Einzelstreckenweltmeisterschaften 2025 in Hamar, holte er die Goldmedaille im Teamsprint.

## Erfolge

### Einzelstrecken-Weltmeisterschaften
- 2025 Hamar: 1. Platz Teamsprint

### Winter-Asienspiele
- 2025 Harbin: 6. Platz 100 m, 12. Platz 500 m

### Persönliche Bestleistungen
| Disziplin | Zeit        | Datum              | Ort            |
| --------- | ----------- | ------------------ | -------------- |
| 500 m     | 34,84 s     | 2. Februar 2025    | Milwaukee      |
| 1000 m    | 1:12,17 min | 22. März 2023      | Ürümqi         |
| 1500 m    | 1:56,34 min | 21. September 2019 | Salt Lake City |